# Pilumnopeus granulatus
Pilumnopeus granulatus is een krabbensoort uit de familie van de Pilumnidae. De wetenschappelijke naam van de soort is voor het eerst geldig gepubliceerd in 1933 door Balss.